# 王三錫
王三錫（왕삼석、生没年不明）は、第27代高麗王忠粛王の師傅である。 南蛮人の出身。才能はなかったが、医術をもって忠粛王に取り入り、忠粛王の寵愛を受けた。『高麗史』巻一二四に伝記がある。